# Carlos Carmona Tello
Carlos Emilio Carmona Tello (Coquimbo, Chile, 21 de febrero de 1987) es un exfutbolista profesional chileno que se desempeñó como volante de contención/volante central. Además, fue internacional absoluto con la Selección de fútbol de Chile desde 2008 hasta 2017, con la cual ostenta la marca de ser el jugador con más participaciones en Copas Mundiales, cuatro, dos en categoría sub-20 y dos en categoría absoluta.

## Trayectoria

### Coquimbo Unido (2004-2007)
Comenzó su carrera en Coquimbo Unido, asumiendo de inmediato responsabilidades pese a su corta edad. Su debut en Primera División se produjo el 7 de febrero de 2004, contra el cuadro de Cobresal por la primera fecha del Torneo de Apertura, con tan sólo 16 años de edad. El partido finalizó con Coquimbo ganando por 2-1 y Carmona disputó todo el partido. Durante ese campeonato, Carmona logró ganarse la titularidad bajo la dirección técnica de Raúl Toro, jugando 16 partidos. Coquimbo Unido finalizó segundo del Grupo C, clasificando a la ronda eliminatoria donde fueron eliminados por Huachipato por marcador global de 6-2 (3-2 en la ida y 0-3 en la vuelta), lo que no les permitió acceder a cuartos de final. Terminado el Torneo de Apertura, Coquimbo Unido participó de la Liguilla Pre-Sudamericana 2004. En primera fase debieron enfrentar al archirrival Deportes La Serena, quienes les eliminaron tras ganar la ida el 7 de julio por 2-0. En el partido de vuelta el 9 de julio, Coquimbo ganó por 3-1, anotando Carmona el segundo gol (siendo este su primer gol profesional), pero no les sirvió para clasificar a la siguiente fase. En el Torneo de Clausura 2004, Carmona continuó siendo titular en el equipo, disputando 14 partidos durante el campeonato. El 9 de septiembre en un partido válido por la séptima fecha del torneo frente a Universidad Católica, Carmona anotó su primer gol en primera división, a los 17 minutos de partido, el cual finalizó 3-3. Su equipo terminó primero del Grupo B con 18 puntos, clasificando a la ronda eliminatoria donde nuevamente no lograrían clasificar a cuartos de final, siendo esta vez eliminados por Colo-Colo tras perder en la ida 3-7 y empatar a 1 en la vuelta.
Carmona fue uno de los jugadores más regulares durante la exitosa campaña del Torneo de Apertura 2005. Su equipo había terminado segundo del Grupo B con 29 puntos y para clasificar a los Play-offs, tuvo que derrotar por 2-1 a Everton en el repechaje. En cuartos de final tuvieron que enfrentar a Cobreloa, a quienes eliminaron tras vencer en el partido de ida por 1-0 y empatar a 1 en el de vuelta, clasificando a semifinales donde eliminarían a Huachipato tras imponerse por un global de 3-2 (2-1 en el partido de ida y 1-1 en el de vuelta). En la final se enfrentaron a Unión Española, que en el primer partido ganó por 1-0 en el Estadio Santa Laura, jugando Carmona 58 minutos del cotejo. En el partido de vuelta no jugó y perdieron por 2-3 en el Estadio Francisco Sánchez Rumoroso, con lo que Coquimbo a pesar de no salir campeón obtuvo un inédito segundo subcampeonato en su historia. Carmona disputó 12 encuentros en el torneo, casi todos de titular. Carmona tuvo mayor participación por Coquimbo en el Torneo de Clausura 2005, donde disputó 15 partidos. El 6 de agosto por la cuarta fecha del torneo, Carmona anotó a los 5 minutos de juego el primer gol del partido donde Coquimbo venció por 3-0 a Deportes Temuco. Luego volvió a anotar en la decimocuarta fecha en el empate 1-1 con Universidad de Concepción. Sin embargo, la campaña del equipo no fue buena, ya que quedaron últimos en el Grupo D con solamente 15 puntos, sin posibilidades de clasificar a los Play-offs.
En el Torneo de Apertura 2006, su equipo no logró clasificar a los Play-offs tras quedar cuarto en el Grupo B con 17 puntos, a pesar de que Carmona jugó de forma regular 13 partidos. Sin embargo, en el Clausura 2006 el rendimiento mejoró, clasificando a los Play-offs tras culminar segundos en el Grupo B. Sin embargo, fueron eliminados en cuartos de final por O'Higgins tras empatar a 0 en la ida y ser derrotados 2-1 en el partido de vuelta. En este último torneo, Carmona no tuvo mayor participación y disputó solo 7 partidos.
Debido a las constantes giras con el seleccionado juvenil de Chile, en el Torneo de Apertura 2007 jugó solamente 6 partidos. Además, Coquimbo tuvo un mal rendimiento, quedando antepenúltimo en la tabla con 14 puntos y con riesgo de descenso. En ese torneo, Carmona anotó un gol el 17 de febrero en la derrota por 3-2 frente a Palestino válido por la cuarta fecha. Durante el Torneo de Clausura 2007, Carmona disputó 9 partidos y anotó 3 goles (1 en la victoria frente a Deportes Puerto Montt por 1-0 el 25 de septiembre y 2 goles frente a Deportes Concepción el 10 de noviembre en la victoria por 3-1). El equipo finalmente bajó automáticamente a la Primera B, luego de estar 17 años en la división de honor del fútbol chileno, aún faltando solo 3 fechas, para que terminase la fase regular.

### O'Higgins (2008)
Iniciando el 2008, estuvo fijo en las nuevas contrataciones de Colo-Colo, pero a última hora se cayó su incorporación, recalando finalmente en el club O'Higgins de Rancagua donde de inmediato destacó por su solvencia tanto defensiva como ofensiva jugando como lateral o Mediocampista defensivo, y por sus remates de distancia. Su debut por el club en el Torneo de Apertura 2008 fue el 24 de febrero en la victoria por 2-3 frente a Santiago Morning, válida por la sexta fecha del torneo. Su primer gol por O'Higgins fue el 8 de marzo en un partido frente a Melipilla, el cual terminó empatado a 1. Posteriormente volvió a marcar en la victoria por 4-1 frente a Deportes La Serena el 19 de abril y frente a Universidad de Chile el 30 de abril, cuyo partido terminó ganado por 3-1. La buena campaña culminó con el equipo en el tercer lugar de la tabla de posiciones, clasificando primeros en el Grupo B a los Play-offs, donde fueron eliminados por Universidad de Chile en cuartos de final tras ser derrotados por 4-2 y 1-2. En dicho torneo, Carmona fue titular indiscutido, disputando 14 partidos. Antes de ser transferido a la Reggina de Italia, Carmona disputó 3 partidos en el Clausura 2008, siendo su último partido el 12 de julio en la victoria por 3-0 sobre Cobresal.

### Reggina (2008-2010)
El 18 de julio de 2008 es trasferido al club Reggina de Italia, firmando un conveniente contrato con vigencia de cuatro años. Su debut fue frente al Torino el 14 de septiembre, partido válido por la segunda fecha de la Serie A 2008/09 cuyo encuentro terminó 1-1, mostrando un gran nivel y una técnica notable, convirtiéndose en un punto fijo en el mediocampo del cuadro amaranto. Sin embargo, terminado el campeonato en mayo del 2009, Reggina bajó a la segunda división tras acabar penúltimo en la tabla con 31 puntos, aunque esto no le impidió formar parte de la selección chilena durante las Clasificatorias Sudamericanas. Carmona disputó 32 partidos, siendo en todos titular.
Ya en segunda división, en la Serie B 2009/10 su equipo tuvo un rendimiento bastante irregular, lo que causó que culminaran en el puesto n.º 13 con 54 puntos, sin opciones de volver a la Serie A italiana. Carmona nuevamente fue titular indiscutido en el equipo, jugando 37 partidos (35 en la Serie B y 2 en la Copa Italia).

### Atalanta B. C. (2010-2017)

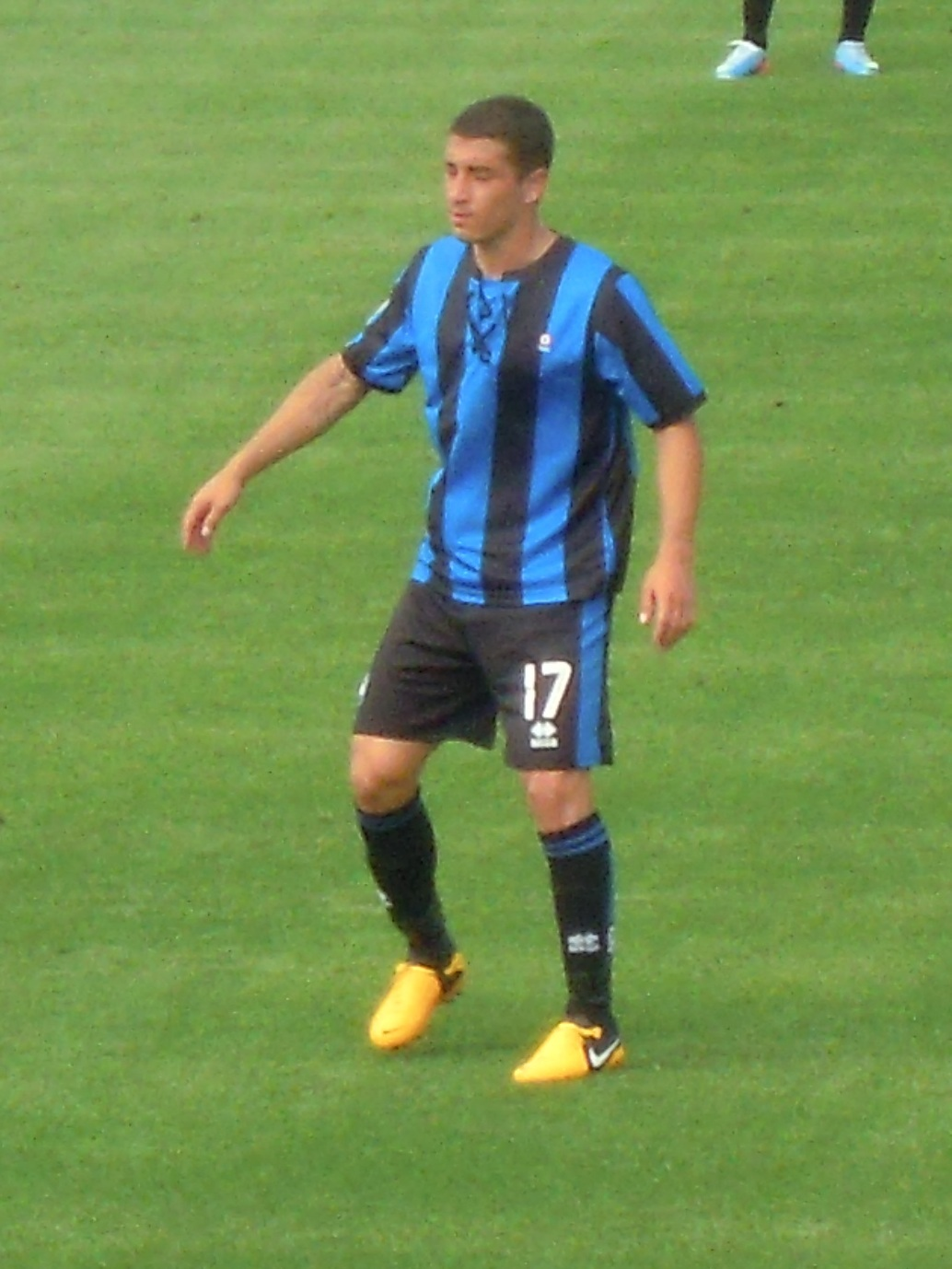
Carmona en su paso por Atalanta.

Tras haber disputado la Copa del Mundo en Sudáfrica, el 27 de agosto de 2010 se confirma el fichaje de Carmona por el Atalanta B. C. de la Serie B de Italia por cuatro años luego que el conjunto de Bérgamo desembolsará 1,8 millones de euros. Su debut por el Atalanta fue el 5 de septiembre del mismo año en un partido frente al Frosinone por la primera fecha de la Serie B 2010/11, que terminó empatado a 0. Pronto se convirtió en un jugador clave para el centro del campo Nerazzurri, con la tarea de organizar el juego. En mayo de 2011, su equipo terminó el campeonato primero en la tabla con 79 puntos, saliendo Campeón y consiguiendo el ascenso a la Serie A, jugando 32 partidos. El 11 de abril de 2012, Carmona marcó su primer gol en la Serie A de Italia contra el Napoli, donde su equipo el Atalanta ganó 3-1 en un partido por la fecha 32 de la Serie A 2011/12. En dicho torneo jugó 28 encuentros y su equipo culminó en la posición n.º 12 de la tabla de posiciones.
Tras no poder disputar los primeros partidos de la Serie A 2012/13 debido a una seguidilla de lesiones, Carmona regresó el 31 de octubre de 2012 frente al Napoli, partido donde Carmona marcó el gol con el que su equipo ganó por 1-0. Tiempo después, volvió a anotar el 3 de febrero de 2013 en la victoria por 1-2 frente al Palermo. Carmona disputó 20 partidos a lo largo del campeonato y su equipo se posicionó en el lugar N.º 15 con 40 puntos.
En las siguientes dos temporadas jugó regularmente con el entrenador Stefano Colantuono en el centro del campo, disputando 32 y 33 partidos respectivamente y anotando otros 2 goles (ambos durante la temporada 2013-14). Para la temporada 2015-16 y debido a diversos problemas físicos, solo jugó 10 partidos durante la temporada (9 por Serie A y 1 por la Copa Italia), mientras que en la temporada 2016-2017 después de haber jugado 2 de las primeras 4 fechas de la Serie A (su último duelo el 18 de septiembre de 2016 en la caída de visita 3-0 con Cagliari), ya no es considerado por Gian Piero Gasperini, y finalmente el 31 de enero de 2017 rescinde su contrato que lo vinculaba con Atalanta, dejando así el club después de 7 temporadas, en las que jugó un total de 162 partidos (156 por liga italiana y 6 en la Copa de Italia) y marcó 5 goles.

### Atlanta United (2017)

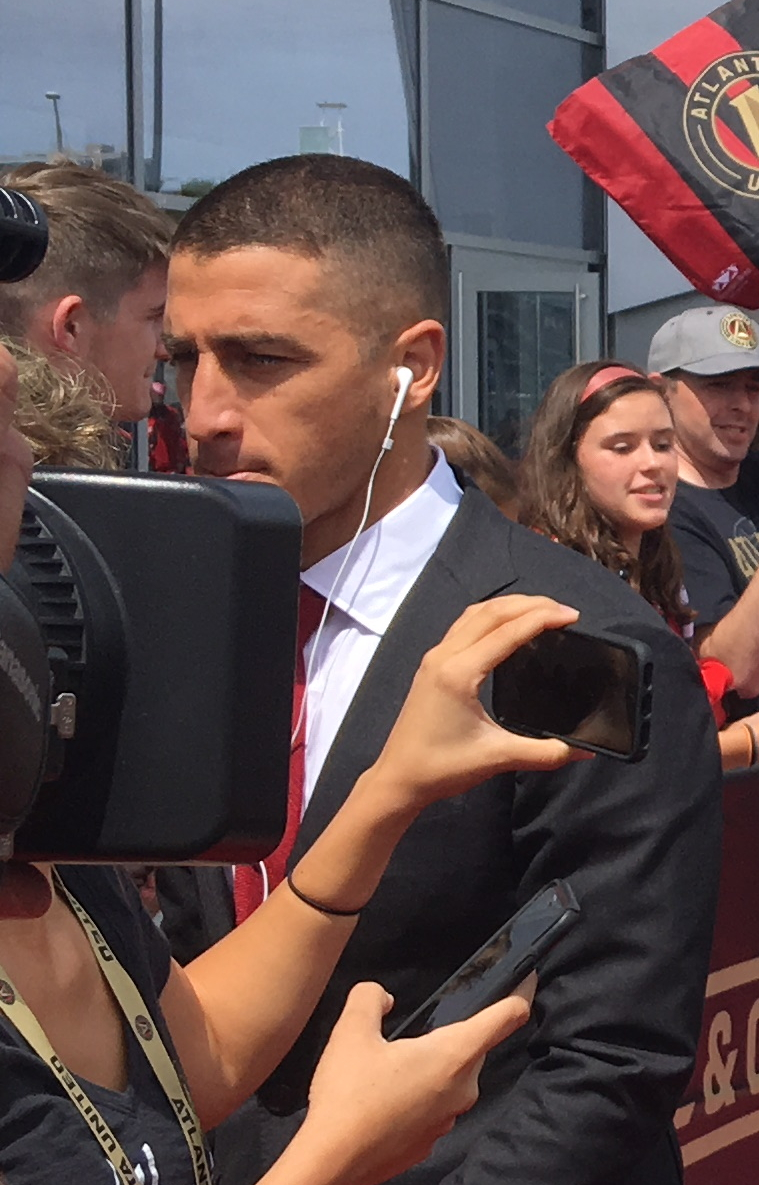
Carmona previo a un partido con el Atlanta.

El 6 de febrero de 2017, Atlanta United, equipo de la Major League Soccer de los Estados Unidos, confirmó la contratación del jugador para reforzar su plantel de cara a la temporada 2017.
Debutó oficialmente en el club estadounidense el 5 de marzo, ante New York Red Bulls, en la derrota 1 a 2 de su equipo en condición de local en el Bobby Dodd Stadium ante 55.297 espectadores, con la camiseta número 14 en su espalda. En dicho encuentro, fue titular, siendo expulsado a los 88' de juego. Con el correr de los partidos, rápidamente se consolidó como uno de los jugadores más importantes de la escuadra dirigida por el argentino Gerardo Martino, recuperando balones, distribuyendo el juego y aportando muchísimo equilibrio al equipo.
Durante 2017, anotó dos goles: el primero de ellos ante New York City, el 7 de mayo, y luego jugando contra San Jose Earthquakes, el 4 de julio. Disputó 32 de los 35 partidos de su equipo en la MLS 2017, sumando 2.804 minutos en cancha, además de un compromiso válido por la U.S. Open Cup, donde fue titular y jugó los 90'. Finalmente, Atlanta United se ubicó en la 4° posición de la Conferencia Este, logrando clasificar a los play-offs, donde fueron eliminados por Columbus Crew tras caer 1 a 3 en definición a penales, luego de igualar 0-0 durante los 120' que se jugaron.
El 25 de enero de 2018, el director deportivo de la institución, Carlos Bocanegra, confirmó el arribo del volante a Colo-Colo, equipo de la Primera División de Chile.

### Colo-Colo (2018 - 2021)
Tras largas semanas de negociaciones entre su representante, Mauricio Valenzuela, el club dueño de su pase, Atlanta United, y Colo-Colo, donde sólo se logró alcanzar un acuerdo por los deseos del jugador de volver a su país, el día viernes 26 de enero se confirmó el traspaso del volante al conjunto albo, convirtiéndose en el segundo refuerzo del campeón chileno de cara a la temporada 2018, cuyo principal objetivo es la Copa Libertadores. Tres días más tarde, fue presentado oficialmente ante los medios de prensa, en compañía de Brayan Cortés, luciendo la camiseta número 8.
El 8 de agosto marcó su primer gol con el equipo albo, fue al minuto 37' tras un rebote en el área, el volante remato con solvencia para marcar el único gol de Colo-Colo en la victoria 1-0 sobre Corinthians en el Estadio Monumental, tres semanas después, el 29 de agosto se jugó la revancha en el Arena Corinthians de Sao Paulo donde el conjunto brasileño ganó 2-1 pero el gol de Lucas Barrios, le valió a los albos para clasificar a cuartos de final de la Copa tras 21 años, luego de empatar 2-2 en el global avanzando por gol de visitante.

### Coquimbo Unido (2021)
Previo al inicio de la temporada 2021 Carmona regresaba al club de sus amores quien había descendido la temporada pasada, compartiría camarín con dos viejos conocidos de Colo Colo Jean Beausejour y Esteban Paredes tras una gran campaña lograría el campeonato y el ascenso después de tan solo 9 meses en Primera B, luego anunciaría su retiro para un homenaje en el primer partido del Campeonato frente a Universidad Católica.

## Selección chilena

### Categorías menores
Desde el año 2004, comenzó a ser convocado a la Selección Sub-20 por el técnico Jose Sulantay. En enero de 2005, fue convocado para participar con la Selección Sub-20 en el Sudamericano Sub-20 de Colombia para lograr la clasificación a la Copa Mundial Juvenil de Holanda. Carmona debutó en el Sudamericano el 18 de enero frente a Paraguay, ingresando a los 79 minutos por Fernando Meneses en la victoria por 3-2. Chile logró pasar a la fase final tras salir segundo del Grupo B con 7 puntos detrás de Brasil. Carmona disputó su segundo partido en el Sudamericano frente a Colombia, el cual terminó con derrota por 4-3. En el siguiente partido frente a Argentina, Carmona ingresó de titular y el partido terminó empatado a 1. El 29 de enero jugó en la victoria por 3-2 frente a Venezuela, siendo reemplazado en el entretiempo. El 2 de febrero, Carmona disputó los 90 minutos en la derrota de Chile por 4-2 frente a Brasil. Sin embargo, la selección logró la clasificación el 6 de febrero tras igualar 2-2 con Uruguay. Tras disputar algunos amistosos, finalmente fue convocado a la Copa Mundial Juvenil de Holanda. En dicho mundial disputó 2 partidos: El 17 de junio en la derrota 0-1 con Marruecos y el 22 de junio en la eliminación en octavos de final por 3-0 frente a Holanda, siendo el jugador más joven de ese Chile Sub-20 con solo 18 años.
En enero del año 2007, Sulantay le volvió a convocar para disputar el Sudamericano Sub-20 de Paraguay que otorgaba pasajes al Mundial Juvenil 2007 y a los Juegos Olímpicos de Pekín 2008. Siendo el capitán de la selección, Carmona disputó todos los partidos del Sudamericano, donde a pesar de no clasificar a los Juegos Olímpicos, lograron la clasificación al Mundial de Canadá en el cuarto lugar. Durante junio de 2007 fue convocado al Mundial de Canadá en el que solamente disputó 4 partidos debido a una lesión que le aquejaba; en la victoria 3-0 sobre Canadá en el cual marcó 1 gol (fase de grupos), en otra victoria 3-0 sobre Congo (fase de grupos), en la igualdad 0-0 sobre Austria (fase de grupos), y en la victoria por 4-0 contra Nigeria en tiempo extra (cuartos de final). Finalmente, Chile se el tercer lugar del campeonato (el mejor puesto histórico de la selección sub-20 de ese país), junto a baluartes como Gary Medel, Mauricio Isla, Arturo Vidal, Nicolás Medina, Alexis Sánchez, Mathías Vidangossy, Nicolás Larrondo y Cristopher Toselli.
En mayo de 2008 fue convocado por Marcelo Bielsa para disputar el Torneo Esperanzas de Toulon de jugadores Sub-23, donde Chile logró obtener el segundo lugar detrás de Italia, y Carlos tuvo una gran participación anotando un gol frente a Japón.

#### Participaciones en Sudamericanos
| Sudamericano             | Sede     | Resultado    | PJ | Goles | Asis. |
| ------------------------ | -------- | ------------ | -- | ----- | ----- |
| Sudamericano Sub-20 2005 | Colombia | Cuarto lugar | 5  | 0     | 0     |
| Sudamericano Sub-20 2007 | Paraguay | Cuarto lugar | 9  | 0     | 2     |
| Total                    | Total    | Total        | 14 | 0     | 2     |

#### Participaciones en Copas del Mundo
| Mundial                               | Sede         | Resultado        | PJ | Goles | Asis. |
| ------------------------------------- | ------------ | ---------------- | -- | ----- | ----- |
| Copa Mundial de Fútbol Sub-20 de 2005 | Países Bajos | Octavos de final | 2  | 0     | 0     |
| Copa Mundial de Fútbol Sub-20 de 2007 | Canadá       | Tercer lugar     | 4  | 1     | 1     |
| Total                                 | Total        | Total            | 6  | 1     | 1     |

#### Participaciones en Torneo Esperanzas de Toulon
| Torneo                           | Sede    | Resultado  | PJ | Goles |
| -------------------------------- | ------- | ---------- | -- | ----- |
| Torneo Esperanzas de Toulon 2008 | Francia | Subcampeón | 4  | 1     |

#### Detalles de partidos
| Partidos internacionales con la Selección Chilena Sub-20 y Sub-23 | Partidos internacionales con la Selección Chilena Sub-20 y Sub-23 | Partidos internacionales con la Selección Chilena Sub-20 y Sub-23 | Partidos internacionales con la Selección Chilena Sub-20 y Sub-23 | Partidos internacionales con la Selección Chilena Sub-20 y Sub-23 | Partidos internacionales con la Selección Chilena Sub-20 y Sub-23 | Partidos internacionales con la Selección Chilena Sub-20 y Sub-23 | Partidos internacionales con la Selección Chilena Sub-20 y Sub-23 | Partidos internacionales con la Selección Chilena Sub-20 y Sub-23 | Partidos internacionales con la Selección Chilena Sub-20 y Sub-23 | Partidos internacionales con la Selección Chilena Sub-20 y Sub-23 |
| N.º                                                               | Fecha                                                             | Estadio                                                           | Local                                                             | Resultado                                                         | Visitante                                                         | Goles                                                             | Asistencias                                                       | Cambios                                                           | Entrenador                                                        | Competición                                                       |
| ----------------------------------------------------------------- | ----------------------------------------------------------------- | ----------------------------------------------------------------- | ----------------------------------------------------------------- | ----------------------------------------------------------------- | ----------------------------------------------------------------- | ----------------------------------------------------------------- | ----------------------------------------------------------------- | ----------------------------------------------------------------- | ----------------------------------------------------------------- | ----------------------------------------------------------------- |
| 1                                                                 | 18-01-2005                                                        | Estadio Centenario, Armenia, Colombia                             | Chile                                                             | 3-2                                                               | Paraguay                                                          |                                                                   |                                                                   | 78' por Fernando Meneses                                          | José Sulantay                                                     | Sudamericano Sub-20 de 2005                                       |
| 2                                                                 | 25-01-2005                                                        | Estadio Centenario, Armenia, Colombia                             | Chile                                                             | 3-4                                                               | Colombia                                                          |                                                                   |                                                                   | 81' por José Pedro Fuenzalida                                     | José Sulantay                                                     | Sudamericano Sub-20 de 2005                                       |
| 3                                                                 | 27-01-2005                                                        | Estadio Palogrande, Manizales, Colombia                           | Chile                                                             | 1-1                                                               | Argentina                                                         |                                                                   |                                                                   | 64' por Ricardo Parada                                            | José Sulantay                                                     | Sudamericano Sub-20 de 2005                                       |
| 4                                                                 | 29-01-2005                                                        | Estadio Centenario, Armenia, Colombia                             | Venezuela                                                         | 2-3                                                               | Chile                                                             |                                                                   |                                                                   | 46' por Sebastián Montesinos                                      | José Sulantay                                                     | Sudamericano Sub-20 de 2005                                       |
| 5                                                                 | 02-02-2005                                                        | Estadio Palogrande, Manizales, Colombia                           | Brasil                                                            | 2-1                                                               | Chile                                                             |                                                                   |                                                                   |                                                                   | José Sulantay                                                     | Sudamericano Sub-20 de 2005                                       |
| 6                                                                 | 17-06-2005                                                        | Estadio De Vijverberg, Doetinchem, Países Bajos                   | Marruecos                                                         | 1-0                                                               | Chile                                                             |                                                                   |                                                                   |                                                                   | José Sulantay                                                     | Copa Mundial Sub-20 de 2005                                       |
| 7                                                                 | 22-06-2005                                                        | Estadio De Vijverberg, Doetinchem, Países Bajos                   | Países Bajos                                                      | 3-0                                                               | Chile                                                             |                                                                   |                                                                   | 46' por Iván Vásquez                                              | José Sulantay                                                     | Copa Mundial Sub-20 de 2005                                       |
| 8                                                                 | 07-01-2007                                                        | Estadio Río Parapití, Pedro Juan Caballero, Paraguay              | Brasil                                                            | 4-2                                                               | Chile                                                             |                                                                   |                                                                   |                                                                   | José Sulantay                                                     | Sudamericano Sub-20 de 2007                                       |
| 9                                                                 | 09-01-2007                                                        | Estadio Río Parapití, Pedro Juan Caballero, Paraguay              | Paraguay                                                          | 1-0                                                               | Chile                                                             |                                                                   |                                                                   |                                                                   | José Sulantay                                                     | Sudamericano Sub-20 de 2007                                       |
| 10                                                                | 11-01-2007                                                        | Estadio Río Parapití, Pedro Juan Caballero, Paraguay              | Bolivia                                                           | 0-4                                                               | Chile                                                             |                                                                   |                                                                   |                                                                   | José Sulantay                                                     | Sudamericano Sub-20 de 2007                                       |
| 11                                                                | 13-01-2007                                                        | Estadio Río Parapití, Pedro Juan Caballero, Paraguay              | Perú                                                              | 2-4                                                               | Chile                                                             |                                                                   | 79' a Arturo Vidal                                                |                                                                   | José Sulantay                                                     | Sudamericano Sub-20 de 2007                                       |
| 12                                                                | 19-01-2007                                                        | Estadio Defensores del Chaco, Asunción, Paraguay                  | Colombia                                                          | 0-5                                                               | Chile                                                             |                                                                   | 36' a Arturo Vidal                                                |                                                                   | José Sulantay                                                     | Sudamericano Sub-20 de 2007                                       |
| 13                                                                | 21-01-2007                                                        | Estadio Feliciano Cáceres, Luque, Paraguay                        | Brasil                                                            | 2-2                                                               | Chile                                                             |                                                                   |                                                                   |                                                                   | José Sulantay                                                     | Sudamericano Sub-20 de 2007                                       |
| 14                                                                | 23-01-2007                                                        | Estadio Defensores del Chaco, Asunción, Paraguay                  | Chile                                                             | 0-0                                                               | Argentina                                                         |                                                                   |                                                                   |                                                                   | José Sulantay                                                     | Sudamericano Sub-20 de 2007                                       |
| 15                                                                | 25-01-2007                                                        | Estadio Defensores del Chaco, Asunción, Paraguay                  | Uruguay                                                           | 1-1                                                               | Chile                                                             |                                                                   |                                                                   |                                                                   | José Sulantay                                                     | Sudamericano Sub-20 de 2007                                       |
| 16                                                                | 28-01-2007                                                        | Estadio Defensores del Chaco, Asunción, Paraguay                  | Chile                                                             | 2-3                                                               | Paraguay                                                          |                                                                   |                                                                   |                                                                   | José Sulantay                                                     | Sudamericano Sub-20 de 2007                                       |
| 17                                                                | 01-07-2007                                                        | Estadio Nacional, Toronto, Canadá                                 | Canadá                                                            | 0-3                                                               | Chile                                                             | 54'                                                               |                                                                   |                                                                   | José Sulantay                                                     | Copa Mundial Sub-20 de 2007                                       |
| 18                                                                | 05-07-2007                                                        | Estadio de la Mancomunidad, Edmonton Canadá                       | Chile                                                             | 3-0                                                               | Congo                                                             |                                                                   | 82' a Arturo Vidal                                                |                                                                   | José Sulantay                                                     | Copa Mundial Sub-20 de 2007                                       |
| 19                                                                | 08-07-2007                                                        | Estadio Nacional, Toronto, Canadá                                 | Chile                                                             | 0-0                                                               | Austria                                                           |                                                                   |                                                                   | 28' por Gary Medel                                                | José Sulantay                                                     | Copa Mundial Sub-20 de 2007                                       |
| 20                                                                | 15-07-2007                                                        | Estadio Olímpico, Montreal, Canadá                                | Chile                                                             | 4-0 (t. s.)                                                       | Nigeria                                                           |                                                                   |                                                                   | 46' por Nicolás Medina                                            | José Sulantay                                                     | Copa Mundial Sub-20 de 2007                                       |
| 21                                                                | 20-05-2008                                                        | Estadio Mayol, Toulon, Francia                                    | Francia                                                           | 3-5                                                               | Chile                                                             |                                                                   |                                                                   | 73' por Boris Sagredo                                             | Marcelo Bielsa                                                    | Torneo Esperanzas de Toulon de 2008                               |
| 22                                                                | 22-05-2008                                                        | Estadio Perruc, Hyères, Francia                                   | Países Bajos                                                      | 0-2                                                               | Chile                                                             |                                                                   |                                                                   |                                                                   | Marcelo Bielsa                                                    | Torneo Esperanzas de Toulon de 2008                               |
| 23                                                                | 24-05-2008                                                        | Estadio Murat, Solliès-Pont, Francia                              | Chile                                                             | 2-0                                                               | Japón                                                             | 75'                                                               |                                                                   |                                                                   | Marcelo Bielsa                                                    | Torneo Esperanzas de Toulon de 2008                               |
| 24                                                                | 27-05-2008                                                        | Estadio Mayol, Toulon, Francia                                    | Chile                                                             | 2-1                                                               | Costa de Marfil                                                   |                                                                   |                                                                   |                                                                   | Marcelo Bielsa                                                    | Torneo Esperanzas de Toulon de 2008                               |
| Total                                                             |                                                                   | Presencias                                                        | 24                                                                |                                                                   | Goles                                                             | 2                                                                 | Asistencias                                                       | 3                                                                 |                                                                   |                                                                   |

### Selección adulta

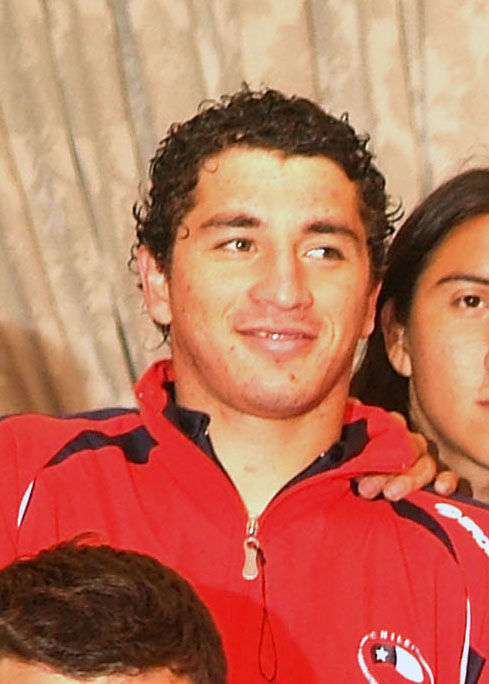
Carlos Carmona en 2007.

Tras su buena participación en el Torneo Esperanza de Toulon, Carmona fue convocado por Marcelo Bielsa para los amistosos frente a Guatemala y Panamá en junio de 2008. Carmona debuta por la Selección de fútbol de Chile en su categoría adulta el 4 de junio de 2008, con 21 años, en la victoria 2-0 frente a Guatemala en el Estadio El Teniente de Rancagua. Sus buenas actuaciones en ambos partidos produjeron que Bielsa lo hiciera debutar en los partidos válidos para las Clasificatorias al Mundial de Sudáfrica 2010 frente a Bolivia el 15 de junio y Venezuela el 19 de junio, en los que cumple una destacada actuación en las victorias por 0-2 y 2-3 respectivamente. El 15 de octubre, en el partido que enfrentó a la selección Argentina por las eliminatorias, Carmona participó junto a Gary Medel asistiendo a  Fabián Orellana para que marcara el gol con el que se consiguió la victoria por 1-0, la primera victoria de Chile ante Argentina por eliminatorias mundialistas. Chile obtuvo la clasificación al Mundial el 10 de octubre del 2009, luego de vencer por 4-2 de visitante a la selección de Colombia. Carmona terminó siendo nominado prácticamente en todo el proceso clasificatorio (jugando 11 partidos eliminatorios), y consiguiendo la clasificación al Mundial de Sudáfrica en segundo lugar. En la clasificatoria se destacó como volante de contención, puesto en el cual durante casi todo el proceso jugó como único volante de corte.
En el 2010 disputó la Copa del Mundo de Sudáfrica. En el primer partido del grupo H, jugado el 16 de junio en la ciudad de Nelspruit, se enfrentó a la selección de Honduras y finalizó con victoria por 1-0 de Chile. En el segundo encuentro, jugado el 21 de junio en la ciudad de Puerto Elizabeth, se enfrentó a la selección de Suiza y consiguió la victoria por 1-0. Finalizada esta fecha, fue considerado parte de "el equipo ideal de la fecha", junto a sus compatriotas Gary Medel y Waldo Ponce. Debido a 2 tarjetas amarillas recibidas en los 2 anteriores partidos, Carmona quedó suspendido para el partido frente a España perdido por 2-1. Volvió en octavos de final, donde Chile quedó eliminado ante la selección de Brasil luego de perder por 3-0.
En el 2011 disputó la Copa América realizada en Argentina tras ser convocado por el nuevo técnico Claudio Borghi. Chile finalizó en el 1º puesto del Grupo C, que compartió con las selecciones de Uruguay, Perú y México con resultados de 1-1, 1-0 y 2-1 respectivamente. En la fase de cuartos de final se enfrentó a la selección de Venezuela, su país quedó eliminado al caer derrotado por 2-1. Carmona disputó todos los encuentros de esta copa.
En octubre del mismo año, Carmona jugó por las Clasificatorias para el Mundial de 2014 frente a Argentina y Perú con resultados 1-4 y 4-2 respectivamente. El 9 de noviembre de 2011 fue desafectado de la Selección por el entrenador Claudio Borghi, junto a sus compañeros Jorge Valdivia, Arturo Vidal, Jean Beausejour y Gonzalo Jara, debido a que se presentaron con 45 minutos de retraso y con hálito alcohólico a la práctica del equipo, que se preparaba para enfrentar a la Selección de Uruguay por las clasificatorias dos días más tarde. Sin embargo tras 15 meses desde el incidente, el nuevo técnico de la selección, Jorge Sampaoli lo convoca para el amistoso contra Egipto el 6 de febrero de 2013 en Madrid. En el partido, Carmona convierte su primer gol con la selección, marcando el segundo gol de Chile, que terminó ganando 2 a 1. El 15 de octubre del mismo año, la Selección Chilena clasificó al Mundial de Brasil en tercer lugar luego de vencer 2-1 a Ecuador, partido que Carmona no disputó al haber sido expulsado frente a Colombia en el empate a 3. En el proceso fue regularmente convocado por Sampaoli, jugando 267 minutos en los 5 encuentros que disputó.
En 2014 participó en su segundo mundial adulto consecutivo y cuarto en general tras ser convocado por Jorge Sampaoli para el Mundial de Brasil. Carmona solo jugó un encuentro y fue en el histórico triunfo por 2-0 frente a España en el Estadio Maracaná, ingresando al minuto 88' por Arturo Vidal y así dejaron fuera al actual campeón del mundo en ese momento. Posteriormente quedaron segundos en el Grupo B, y en octavos de final quedaron eliminados nuevamente contra Brasil por 3-2 en penales tras igualar 1-1 en los 120 minutos.
Fue convocado por Sampaoli para disputar la Copa América 2015, sin embargo tras el amistoso ante El Salvador se lesionó de la cadera y fue liberado de la convocatoria, siendo llamado José Pedro Fuenzalida en su lugar. Chile terminó siendo campeón en aquel torneo y Carmona señaló el hecho de perderse el primer título de Chile en su historia como "el hecho más doloroso en su carrera".
Tras 1 año fuera de las nominaciones, tras su lesión antes de la Copa América, fue convocado por Jorge Sampaoli para la doble fecha de noviembre del 2015 ante Colombia y Uruguay. No jugó aquellos encuentros. Posteriormente, en diciembre de 2016 fue convocado por Juan Antonio Pizzi para jugar el torneo amistoso China Cup. Ahí volvió a tener la oportunidad de vestir la camiseta nacional luego de 2 años y medio plagados de lesiones y poca continuidad, así es como ganaron el torneo amistoso tras batir por la cuenta mínima a Islandia en el Guangxi Sports Center de Nanning, Carmona salió al 70' con problemas físicos por Galdames. Jugó los 2 partidos que jugó Chile en el torneo amistoso asiático mostrando un fútbol regular. El 28 de marzo de 2017 debutó en las Clasificatorias Rusia 2018 recién en la fecha 14 en el triunfo 3-1 sobre Venezuela en el Estadio Monumental, ingresando al minuto 88 por Pedro Pablo Hernández, siendo este su último partido jugado por Chile hasta la fecha.

#### Participaciones en Copas del Mundo
| Mundial                        | Sede               | Resultado          | PJ | Goles |
| ------------------------------ | ------------------ | ------------------ | -- | ----- |
| Copa Mundial de Fútbol de 2010 | Sudáfrica          | Octavos de final   | 3  | 0     |
| Copa Mundial de Fútbol de 2014 | Brasil             | Octavos de final   | 1  | 0     |
| Total en Mundiales             | Total en Mundiales | Total en Mundiales | 4  | 0     |

#### Participaciones en Clasificatorias
| Eliminatorias                     | País                              | Resultado                         | Posición                          | Partidos | Goles |
| --------------------------------- | --------------------------------- | --------------------------------- | --------------------------------- | -------- | ----- |
| Clasificatorias a Sudáfrica 2010  | Sudáfrica                         | Clasificado                       | 2° lugar                          | 11       | 0     |
| Clasificatorias a Brasil 2014     | Brasil                            | Clasificado                       | 3° lugar                          | 5        | 0     |
| Clasificatorias a Rusia 2018      | Rusia                             | Eliminado                         | 6º lugar                          | 1        | 0     |
| Total en procesos clasificatorios | Total en procesos clasificatorios | Total en procesos clasificatorios | Total en procesos clasificatorios | 17       | 0     |

#### Participaciones en Copa América
| Torneo            | Sede      | Resultado        | Partidos | Goles |
| ----------------- | --------- | ---------------- | -------- | ----- |
| Copa América 2011 | Argentina | Cuartos de final | 4        | 0     |

#### Participaciones en la China Cup
| Copa           | Sede  | Resultado | Partidos | Goles |
| -------------- | ----- | --------- | -------- | ----- |
| China Cup 2017 | China | Campeón   | 2        | 0     |

### Partidos internacionales
Actualizado al último partido jugado el 28 de marzo de 2017.
| Partidos internacionales | Partidos internacionales | Partidos internacionales                                                  | Partidos internacionales | Partidos internacionales | Partidos internacionales | Partidos internacionales | Partidos internacionales | Partidos internacionales      | Partidos internacionales | Partidos internacionales | Partidos internacionales | Partidos internacionales         |
| N.º                      | Fecha                    | Estadio                                                                   | Local                    | Resultado                | Visitante                | Goles                    | Asistencias              | Cambio                        | Tarjeta                  | Dorsal                   | Entrenador               | Competición                      |
| ------------------------ | ------------------------ | ------------------------------------------------------------------------- | ------------------------ | ------------------------ | ------------------------ | ------------------------ | ------------------------ | ----------------------------- | ------------------------ | ------------------------ | ------------------------ | -------------------------------- |
| 1                        | 4 de junio de 2008       | Estadio El Teniente, Rancagua, Chile                                      | Chile                    | 2-0                      | Guatemala                |                          |                          | 46' por Gary Medel            |                          | 6                        | Marcelo Bielsa           | Amistoso                         |
| 2                        | 7 de junio de 2008       | Estadio Elías Figueroa Brander, Valparaíso, Chile                         | Chile                    | 0-0                      | Panamá                   |                          |                          | 46' por Roberto Cereceda      | 5'                       | 6                        | Marcelo Bielsa           | Amistoso                         |
| 3                        | 15 de junio de 2008      | Estadio Hernando Siles, La Paz, Bolivia                                   | Bolivia                  | 0-2                      | Chile                    |                          |                          |                               |                          | 6                        | Marcelo Bielsa           | Clasificatorias a Sudáfrica 2010 |
| 4                        | 19 de junio de 2008      | Estadio Olímpico Gral. José Antonio Anzoátegui, Puerto La Cruz, Venezuela | Venezuela                | 2-3                      | Chile                    |                          |                          |                               | 16'                      | 6                        | Marcelo Bielsa           | Clasificatorias a Sudáfrica 2010 |
| 5                        | 20 de agosto de 2008     | Estadio İsmetpaşa, İzmit, Turquía                                         | Turquía                  | 1-0                      | Chile                    |                          |                          | 76' por Jean Beausejour       |                          | 6                        | Marcelo Bielsa           | Amistoso                         |
| 6                        | 7 de septiembre de 2008  | Estadio Nacional Julio Martínez Prádanos, Santiago, Chile                 | Chile                    | 0-3                      | Brasil                   |                          |                          |                               | 82' (s)                  | 6                        | Marcelo Bielsa           | Clasificatorias a Sudáfrica 2010 |
| 7                        | 12 de octubre de 2008    | Estadio Olímpico Atahualpa, Quito, Ecuador                                | Ecuador                  | 1-0                      | Chile                    |                          |                          |                               |                          | 6                        | Marcelo Bielsa           | Clasificatorias a Sudáfrica 2010 |
| 8                        | 15 de octubre de 2008    | Estadio Nacional Julio Martínez Prádanos, Santiago, Chile                 | Chile                    | 1-0                      | Argentina                |                          |                          |                               |                          | 6                        | Marcelo Bielsa           | Clasificatorias a Sudáfrica 2010 |
| 9                        | 19 de noviembre de 2008  | Estadio El Madrigal, Villarreal, España                                   | España                   | 3-0                      | Chile                    |                          |                          |                               | 33'                      | 6                        | Marcelo Bielsa           | Amistoso                         |
| 10                       | 11 de febrero de 2009    | Estadio Peter Mokaba, Polokwane, Sudáfrica                                | Sudáfrica                | 0-2                      | Chile                    |                          |                          | 86' por Manuel Iturra         | 64'                      | 6                        | Marcelo Bielsa           | Amistoso                         |
| 11                       | 29 de marzo de 2009      | Estadio Monumental, Lima, Perú                                            | Perú                     | 1-3                      | Chile                    |                          |                          | 76' por Marco Estrada         | 18'                      | 6                        | Marcelo Bielsa           | Clasificatorias a Sudáfrica 2010 |
| 12                       | 1 de abril de 2009       | Estadio Nacional Julio Martínez Prádanos, Santiago, Chile                 | Chile                    | 0-0                      | Uruguay                  |                          |                          |                               |                          | 6                        | Marcelo Bielsa           | Clasificatorias a Sudáfrica 2010 |
| 13                       | 6 de junio de 2009       | Estadio Defensores del Chaco, Asunción, Paraguay                          | Paraguay                 | 0-2                      | Chile                    |                          |                          |                               | 29' (s)                  | 6                        | Marcelo Bielsa           | Clasificatorias a Sudáfrica 2010 |
| 14                       | 12 de agosto de 2009     | Estadio Brøndby, Copenhague, Dinamarca                                    | Dinamarca                | 1-2                      | Chile                    |                          |                          |                               |                          | 6                        | Marcelo Bielsa           | Amistoso                         |
| 15                       | 6 de septiembre de 2009  | Estadio Monumental, Santiago, Chile                                       | Chile                    | 2-2                      | Venezuela                |                          |                          | 46' por Rodrigo Millar        | 35'                      | 6                        | Marcelo Bielsa           | Clasificatorias a Sudáfrica 2010 |
| 16                       | 10 de septiembre de 2009 | Estadio Roberto Santos, Salvador de Bahía, Brasil                         | Brasil                   | 4-2                      | Chile                    |                          |                          |                               |                          | 6                        | Marcelo Bielsa           | Clasificatorias a Sudáfrica 2010 |
| 17                       | 10 de octubre de 2009    | Estadio Atanasio Girardot, Medellín, Colombia                             | Colombia                 | 2-4                      | Chile                    |                          |                          |                               | 64' (s)                  | 6                        | Marcelo Bielsa           | Clasificatorias a Sudáfrica 2010 |
| 18                       | 17 de noviembre de 2009  | Štadión pod Dubňom, Žilina, Eslovaquia                                    | Eslovaquia               | 1-2                      | Chile                    |                          |                          | 71' por Claudio Maldonado     |                          | 6                        | Marcelo Bielsa           | Amistoso                         |
| 19                       | 26 de mayo de 2010       | Estadio Municipal de Calama, Calama, Chile                                | Chile                    | 3-0                      | Zambia                   |                          |                          |                               |                          | 6                        | Marcelo Bielsa           | Amistoso                         |
| 20                       | 31 de mayo de 2010       | Estadio Municipal "Alcaldesa Ester Roa Rebolledo", Concepción, Chile      | Chile                    | 3-0                      | Israel                   |                          | 19' a Humberto Suazo     |                               |                          | 6                        | Marcelo Bielsa           | Amistoso                         |
| 21                       | 16 de junio de 2010      | Estadio Mbombela, Nelspruit, Sudáfrica                                    | Honduras                 | 0-1                      | Chile                    |                          |                          |                               | 4'                       | 6                        | Marcelo Bielsa           | Copa Mundial de Fútbol 2010      |
| 22                       | 21 de junio de 2010      | Nelson Mandela Bay Stadium, Port Elizabeth, Sudáfrica                     | Chile                    | 1-0                      | Suiza                    |                          |                          |                               | 22' (s)                  | 6                        | Marcelo Bielsa           | Copa Mundial de Fútbol 2010      |
| 23                       | 28 de junio de 2010      | Estadio Ellis Park, Johannesburgo, Sudáfrica                              | Brasil                   | 3-0                      | Chile                    |                          |                          |                               |                          | 6                        | Marcelo Bielsa           | Copa Mundial de Fútbol 2010      |
| 24                       | 17 de noviembre de 2010  | Estadio Monumental, Santiago, Chile                                       | Chile                    | 2-0                      | Uruguay                  |                          |                          | 65' por Marco Estrada         |                          | 6                        | Marcelo Bielsa           | Amistoso                         |
| 25                       | 26 de marzo de 2011      | Estádio Dr. Magalhães Pessoa, Leiría, Portugal                            | Portugal                 | 1-1                      | Chile                    |                          |                          |                               |                          | 6                        | Claudio Borghi           | Amistoso                         |
| 26                       | 19 de junio de 2011      | Estadio Monumental, Santiago, Chile                                       | Chile                    | 4-0                      | Estonia                  |                          |                          | 60' por Jorge Valdivia        |                          | 6                        | Claudio Borghi           | Amistoso                         |
| 27                       | 23 de junio de 2011      | Estadio Defensores del Chaco, Asunción, Paraguay                          | Paraguay                 | 0-0                      | Chile                    |                          |                          | 82' por Marco Estrada         |                          | 6                        | Claudio Borghi           | Amistoso                         |
| 28                       | 4 de julio de 2011       | Estadio San Juan del Bicentenario, San Juan, Argentina                    | Chile                    | 2-1                      | México                   |                          |                          | 83' por Matías Fernández      |                          | 6                        | Claudio Borghi           | Copa América 2011                |
| 29                       | 8 de julio de 2011       | Estadio Malvinas Argentinas, Mendoza, Argentina                           | Uruguay                  | 1-1                      | Chile                    |                          |                          | 74' por Jean Beausejour       |                          | 6                        | Claudio Borghi           | Copa América 2011                |
| 30                       | 12 de julio de 2011      | Estadio Malvinas Argentinas, Mendoza, Argentina                           | Chile                    | 1-0                      | Perú                     |                          |                          |                               |                          | 6                        | Claudio Borghi           | Copa América 2011                |
| 31                       | 17 de julio de 2011      | Estadio San Juan del Bicentenario, San Juan, Argentina                    | Chile                    | 1-2                      | Venezuela                |                          |                          | 46' por Jorge Valdivia        |                          | 6                        | Claudio Borghi           | Copa América 2011                |
| 32                       | 10 de agosto de 2011     | Stade de la Mosson, Montpellier, Francia                                  | Francia                  | 0-0                      | Chile                    |                          |                          | 85' por Marco Estrada         |                          | 6                        | Claudio Borghi           | Amistoso                         |
| 33                       | 2 de septiembre de 2011  | AFG Arena, San Galo, Suiza                                                | España                   | 3-2                      | Chile                    |                          |                          |                               |                          | 6                        | Claudio Borghi           | Amistoso                         |
| 34                       | 7 de octubre de 2011     | Estadio Monumental, Buenos Aires, Argentina                               | Argentina                | 4-1                      | Chile                    |                          |                          |                               |                          | 6                        | Claudio Borghi           | Clasificatorias a Brasil 2014    |
| 35                       | 11 de octubre de 2011    | Estadio Monumental, Santiago, Chile                                       | Chile                    | 4-2                      | Perú                     |                          |                          | 90+1' por Jorge Valdivia      |                          | 6                        | Claudio Borghi           | Clasificatorias a Brasil 2014    |
| 36                       | 6 de febrero de 2013     | Estadio Vicente Calderón, Madrid, España                                  | Chile                    | 2-1                      | Egipto                   | 65'                      |                          |                               |                          | 6                        | Jorge Sampaoli           | Amistoso                         |
| 37                       | 22 de marzo de 2013      | Estadio Nacional del Perú, Lima, Perú                                     | Perú                     | 1-0                      | Chile                    |                          |                          |                               |                          | 6                        | Jorge Sampaoli           | Clasificatorias a Brasil 2014    |
| 38                       | 26 de marzo de 2013      | Estadio Nacional Julio Martínez Prádanos, Santiago, Chile                 | Chile                    | 2-0                      | Uruguay                  |                          |                          | 70' por Jean Beausejour       |                          | 6                        | Jorge Sampaoli           | Clasificatorias a Brasil 2014    |
| 39                       | 14 de agosto de 2013     | Estadio Brøndby, Copenhague, Dinamarca                                    | Irak                     | 0-6                      | Chile                    |                          |                          | 72' por Marcelo Díaz          |                          | 6                        | Jorge Sampaoli           | Amistoso                         |
| 40                       | 11 de octubre de 2013    | Estadio Metropolitano Roberto Meléndez, Barranquilla, Colombia            | Colombia                 | 3-3                      | Chile                    |                          |                          |                               | 22' · 66'                | 6                        | Jorge Sampaoli           | Clasificatorias a Brasil 2014    |
| 41                       | 15 de noviembre de 2013  | Estadio de Wembley, Londres, Inglaterra                                   | Inglaterra               | 0-2                      | Chile                    |                          |                          | 46' por Charles Aránguiz      |                          | 6                        | Jorge Sampaoli           | Amistoso                         |
| 42                       | 19 de noviembre de 2013  | Estadio Rogers Centre, Toronto, Canadá                                    | Brasil                   | 2-1                      | Chile                    |                          |                          |                               | 74'                      | 6                        | Jorge Sampaoli           | Amistoso                         |
| 43                       | 4 de junio de 2014       | Estadio Nacional Julio Martínez Prádanos, Santiago, Chile                 | Chile                    | 3-2                      | Egipto                   |                          |                          | 84' por Charles Aránguiz      |                          | 6                        | Jorge Sampaoli           | Amistoso                         |
| 44                       | 30 de mayo de 2014       | Estadio Elías Figueroa Brander, Valparaíso, Chile                         | Chile                    | 2-0                      | Irlanda del Norte        |                          |                          | 59' por Charles Aránguiz      |                          | 6                        | Jorge Sampaoli           | Amistoso                         |
| 45                       | 18 de junio de 2014      | Estadio Maracaná, Río de Janeiro, Brasil                                  | España                   | 0-2                      | Chile                    |                          |                          | 88' por Arturo Vidal          |                          | 6                        | Jorge Sampaoli           | Copa Mundial de Fútbol de 2014   |
| 46                       | 10 de octubre de 2014    | Estadio Elías Figueroa Brander, Valparaíso, Chile                         | Chile                    | 3-0                      | Perú                     |                          |                          | 83' por Marcelo Díaz          |                          | 6                        | Jorge Sampaoli           | Amistoso                         |
| 47                       | 14 de noviembre de 2014  | Estadio CAP, Talcahuano, Chile                                            | Chile                    | 5-0                      | Venezuela                |                          |                          | 80' por Marcelo Díaz          |                          | 6                        | Jorge Sampaoli           | Amistoso                         |
| 48                       | 11 de enero de 2017      | Guangxi Sports Center, Nanning, China                                     | Chile                    | 1-1 4-1p                 | Croacia                  |                          |                          | 82' por Pablo Galdames        |                          | 8                        | Juan Antonio Pizzi       | China Cup 2017                   |
| 49                       | 15 de enero de 2017      | Guangxi Sports Center, Nanning, China                                     | Islandia                 | 0-1                      | Chile                    |                          |                          | 71' por Pablo Galdames        |                          | 8                        | Juan Antonio Pizzi       | China Cup 2017                   |
| 50                       | 28 de marzo de 2017      | Estadio Monumental, Santiago, Chile                                       | Chile                    | 3-1                      | Venezuela                |                          |                          | 88' por Pedro Pablo Hernández |                          | 2                        | Juan Antonio Pizzi       | Clasificatorias a Rusia 2018     |
| Total                    |                          |                                                                           | Presencias               | 50                       | Goles                    | 1                        | Asistencias              | 1                             |                          |                          |                          |                                  |

| Selección chilena | Selección chilena | Selección chilena |
| Año               | Partidos          | Goles             |
| ----------------- | ----------------- | ----------------- |
| 2008              | 9                 | 0                 |
| 2009              | 9                 | 0                 |
| 2010              | 6                 | 0                 |
| 2011              | 11                | 0                 |
| 2013              | 7                 | 1                 |
| 2014              | 5                 | 0                 |
| 2017              | 3                 | 0                 |
| Total             | 50                | 1                 |

## Estadísticas

### Clubes
| Coquimbo Unido · Chile | 1.ª              | 2004             | 30  | 1  | —  | — | —  | — | 30  | 1  | 0.03 |
| Coquimbo Unido · Chile | 1.ª              | 2005             | 27  | 2  | —  | — | —  | — | 27  | 2  | 0.07 |
| Coquimbo Unido · Chile | 1.ª              | 2006             | 20  | 0  | —  | — | —  | — | 20  | 0  | 0.00 |
| Coquimbo Unido · Chile | 1.ª              | 2007             | 15  | 4  | —  | — | —  | — | 15  | 4  | 0.27 |
| O'Higgins · Chile | 1.ª              | 2008             | 17  | 3  | —  | — | —  | — | 17  | 3  | 0.18 |
| O'Higgins · Chile | Total club       | Total club       | 17  | 3  | 0  | 0 | 0  | 0 | 17  | 3  | 0.18 |
| Reggina · Italia | 1.ª              | 2008-09          | 32  | 0  | —  | — | —  | — | 32  | 0  | 0.00 |
| Reggina · Italia | 2.ª              | 2009-10          | 35  | 0  | 2  | 0 | —  | — | 37  | 0  | 0.00 |
| Reggina · Italia | Total club       | Total club       | 67  | 0  | 2  | 0 | 0  | 0 | 69  | 0  | 0.00 |
| Atalanta · Italia | 2.ª              | 2010-11          | 32  | 0  | —  | — | —  | — | 32  | 0  | 0.00 |
| Atalanta · Italia | 1.ª              | 2011-12          | 28  | 1  | 1  | 0 | —  | — | 29  | 1  | 0.03 |
| Atalanta · Italia | 1.ª              | 2012-13          | 20  | 2  | 2  | 0 | —  | — | 22  | 2  | 0.09 |
| Atalanta · Italia | 1.ª              | 2013-14          | 32  | 2  | 1  | 0 | —  | — | 33  | 2  | 0.06 |
| Atalanta · Italia | 1.ª              | 2014-15          | 33  | 0  | 1  | 0 | —  | — | 34  | 0  | 0.00 |
| Atalanta · Italia | 1.ª              | 2015-16          | 8   | 0  | 1  | 0 | —  | — | 9   | 0  | 0.00 |
| Atalanta · Italia | 1.ª              | 2016             | 2   | 0  | —  | — | —  | — | 2   | 0  | 0.00 |
| Atalanta · Italia | Total club       | Total club       | 155 | 5  | 6  | 0 | 0  | 0 | 161 | 5  | 0.03 |
| Atlanta United Estados Unidos | 1.ª              | 2017             | 32  | 2  | 1  | 0 | —  | — | 33  | 2  | 0.06 |
| Atlanta United Estados Unidos | Total club       | Total club       | 32  | 2  | 1  | 0 | 0  | 0 | 33  | 2  | 0.06 |
| Colo-Colo · Chile | 1.ª              | 2018             | 19  | 0  | —  | — | 10 | 1 | 29  | 1  | 0.03 |
| Colo-Colo · Chile | 1.ª              | 2019             | 2   | 0  | 6  | 0 | —  | — | 8   | 0  | 0.00 |
| Colo-Colo · Chile | 1.ª              | 2020             | 22  | 0  | —  | — | 5  | 0 | 27  | 0  | 0.00 |
| Colo-Colo · Chile | Total club       | Total club       | 43  | 0  | 6  | 0 | 15 | 1 | 64  | 1  | 0.02 |
| Coquimbo Unido · Chile | 2.ª              | 2021             | 25  | 0  | 5  | 0 | —  | — | 30  | 0  | 0.00 |
| Coquimbo Unido · Chile | Total club       | Total club       | 117 | 7  | 5  | 0 | 0  | 0 | 122 | 7  | 0.06 |
| Total en carrera | Total en carrera | Total en carrera | 431 | 17 | 20 | 0 | 15 | 1 | 466 | 18 | 0.04 |
| (1) Incluye datos de Copa Italia, U.S. Open Cup y Copa Chile. (2) Incluye datos de Copa Libertadores. (3) No incluye goles en partidos amistosos. |                  |                  |     |    |    |   |    |   |     |    |      |

### Selecciones
| Selección | Temporada     | Amistosos | Amistosos | Amistosos | Sudamérica(1) | Sudamérica(1) | Sudamérica(1) | Mundial | Mundial | Mundial | Total | Total | Total  | Media goleadora |
| Selección | Temporada     | Part.     | Goles     | Asist.    | Part.         | Goles         | Asist.        | Part.   | Goles   | Asist.  | Part. | Goles | Asist. | Media goleadora |
| --- | ------------- | --------- | --------- | --------- | ------------- | ------------- | ------------- | ------- | ------- | ------- | ----- | ----- | ------ | --------------- |
| Sub-20 · Chile | 2005          | —         | —         | —         | 5             | 0             | 0             | 2       | 0       | 0       | 7     | 0     | 0      | 0,00            |
| Sub-20 · Chile | 2007          | 7         | 0         | 0         | 9             | 0             | 2             | 4       | 1       | 1       | 20    | 1     | 3      | 0,05            |
| Sub-20 · Chile | Total         | 7         | 0         | 0         | 14            | 0             | 2             | 6       | 1       | 1       | 27    | 1     | 3      | 0,04            |
| Sub-23 · Chile | 2008          | 4         | 0         | 0         | —             | —             | —             | —       | —       | —       | 4     | 0     | 0      | 0,00            |
| Sub-23 · Chile | Total         | 4         | 0         | 0         | 0             | 0             | 0             | 0       | 0       | 0       | 4     | 0     | 0      | 0,00            |
| Absoluta · Chile | 2008          | 4         | 0         | 0         | 5             | 0             | 0             | —       | —       | —       | 9     | 0     | 0      | 0,00            |
| Absoluta · Chile | 2009          | 3         | 0         | 0         | 6             | 0             | 0             | —       | —       | —       | 9     | 0     | 0      | 0,00            |
| Absoluta · Chile | 2010          | 3         | 0         | 1         | —             | —             | —             | 3       | 0       | 0       | 6     | 0     | 1      | 0,00            |
| Absoluta · Chile | 2011          | 5         | 0         | 0         | 6             | 0             | 0             | —       | —       | —       | 11    | 0     | 0      | 0,00            |
| Absoluta · Chile | 2012          | —         | —         | —         | —             | —             | —             | —       | —       | —       | 0     | 0     | 0      | 0,00            |
| Absoluta · Chile | 2013          | 4         | 1         | 0         | 3             | 0             | 0             | —       | —       | —       | 7     | 1     | 0      | 0,14            |
| Absoluta · Chile | 2014          | 4         | 0         | 0         | —             | —             | —             | 1       | 0       | 0       | 5     | 0     | 0      | 0,00            |
| Absoluta · Chile | 2015          | —         | —         | —         | —             | —             | —             | —       | —       | —       | 0     | 0     | 0      | 0,00            |
| Absoluta · Chile | 2016          | —         | —         | —         | —             | —             | —             | —       | —       | —       | 0     | 0     | 0      | 0,00            |
| Absoluta · Chile | 2017          | 2         | 0         | 0         | 1             | 0             | 0             | —       | —       | —       | 3     | 0     | 0      | 0,00            |
| Absoluta · Chile | Total         | 25        | 1         | 1         | 21            | 0             | 0             | 4       | 0       | 0       | 50    | 1     | 1      | 0,02            |
| Total carrera | Total carrera | 36        | 1         | 1         | 35            | 0             | 2             | 10      | 1       | 1       | 81    | 2     | 4      | 0,02            |
| (1) Incluye los partidos del Sudamericano Sub-20 (2005-07); Clasificatorias Sudamericanas / Copa América (2008-17). |               |           |           |           |               |               |               |         |         |         |       |       |        |                 |

## Palmarés

### Campeonatos nacionales
| Título             | Club           | País   | Año     |
| ------------------ | -------------- | ------ | ------- |
| Serie B            | Atalanta       | Italia | 2010-11 |
| Supercopa de Chile | Colo-Colo      | Chile  | 2018    |
| Copa Chile         | Colo-Colo      | Chile  | 2019    |
| Primera B          | Coquimbo Unido | Chile  | 2021    |

### Distinciones individuales
| Distinción               | Año  |
| ------------------------ | ---- |
| Medalla Bicentenario     | 2010 |
| Hijo ilustre de Coquimbo | 2014 |